# Zeppelin Museum

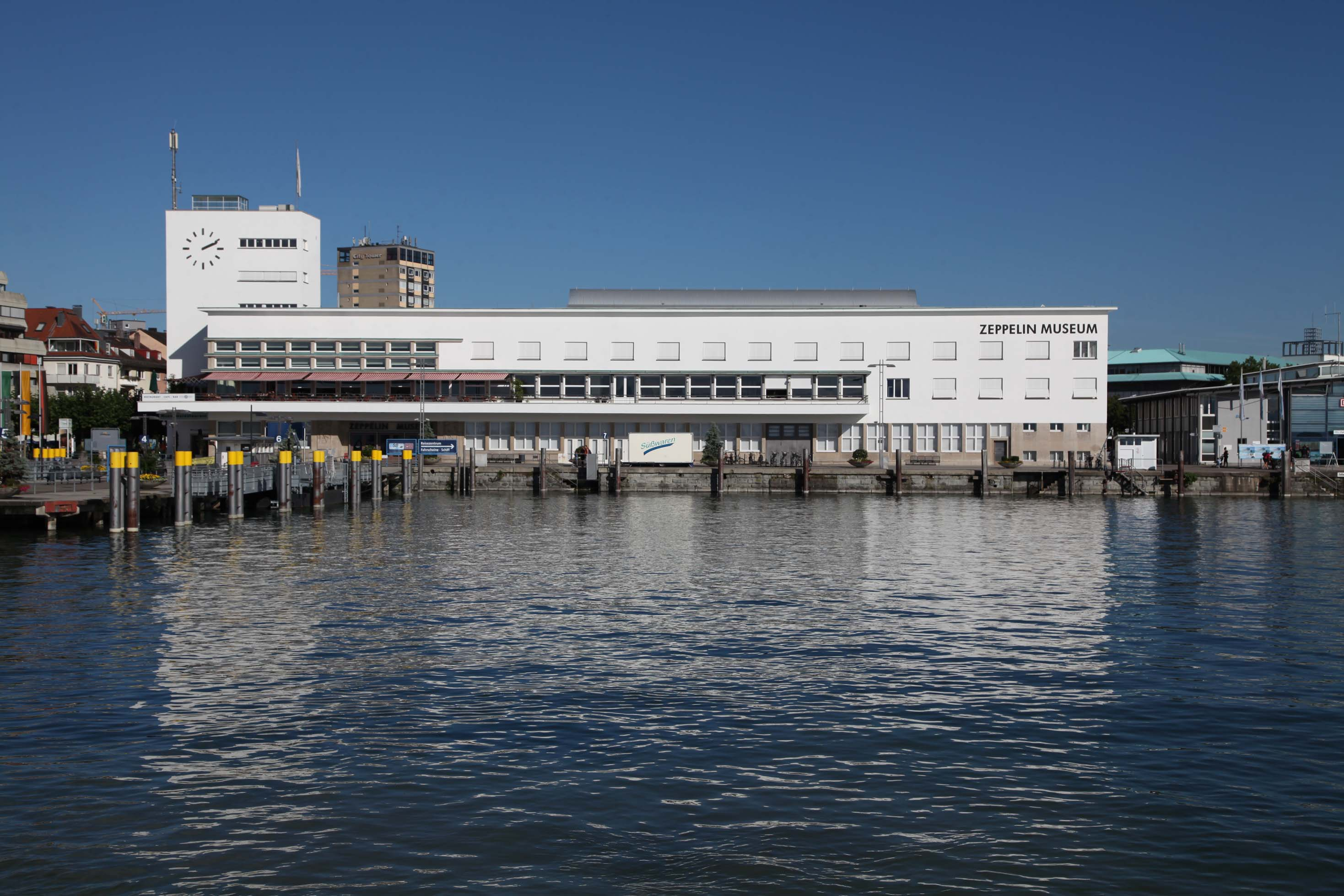
Das Museum

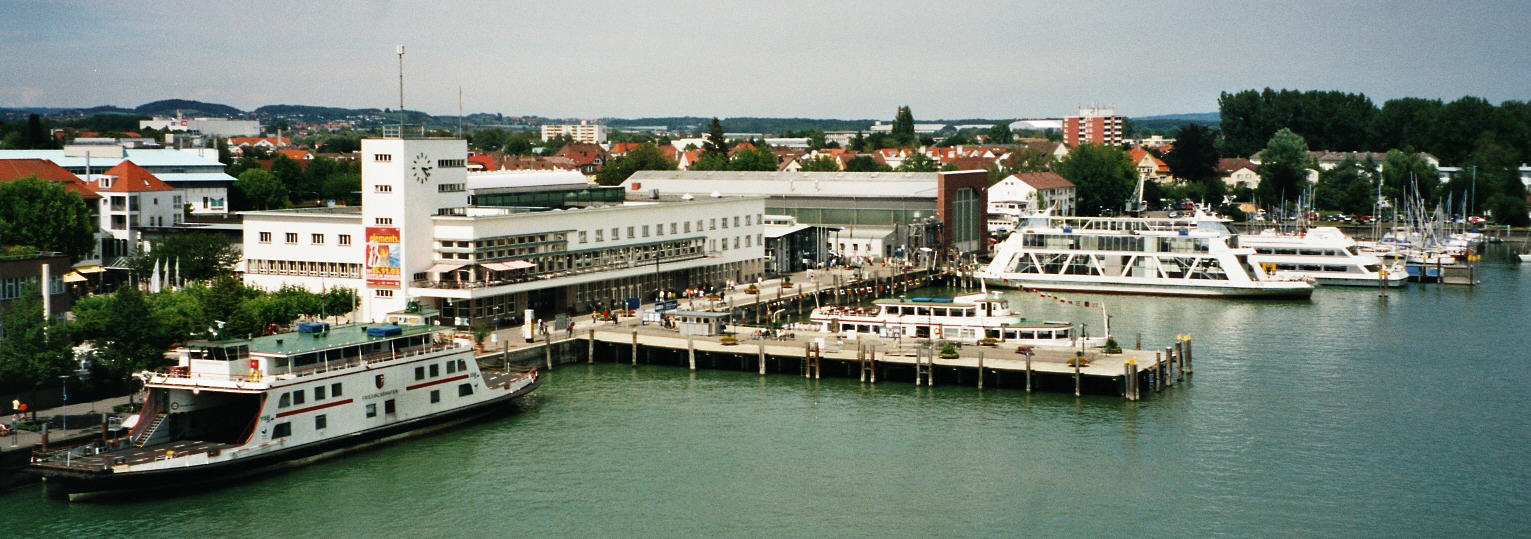
Das Museum am Hafen

Das 1996 eröffnete Zeppelin Museum befindet sich in Friedrichshafen, Baden-Württemberg. Es ist im ehemaligen Hafenbahnhof direkt am Bodensee untergebracht. Es werden 1500 Originalexponate gezeigt.
Das Museum beherbergt die weltgrößte Sammlung zu Geschichte und Technik der Luftschifffahrt, eine begehbare originalgetreue Rekonstruktion eines Teils von LZ 129 „Hindenburg“. Die Kunstsammlung stellt die größten Meister Süddeutschlands vom Mittelalter bis zur Neuzeit dar. Im Juli 2024 wurde das Zeppelin Museum mit dem mit 30.000 Euro dotierten Lotto-Museumspreis Baden-Württemberg 2024 ausgezeichnet. 

## Konzept
Das Museum ist unter dem dualen Rahmen von „Technik und Kunst“ konzipiert. Der Bereich Technik stellt die Zeppelin-Sammlung aus, der Bereich Kunst die Kunstsammlung der Stadt Friedrichshafen.

## Rundgang

### Der Medienraum
Der Rundgang durch das Museum beginnt im Medienraum, in dem auf einer großen Leinwand Filmdokumentationen berühmter Originalaufnahmen zu den wichtigsten historischen Ereignissen gezeigt werden. Es stehen Filme in 2D und 3D zur Wahl.

### Die Hindenburg – Die Rekonstruktion

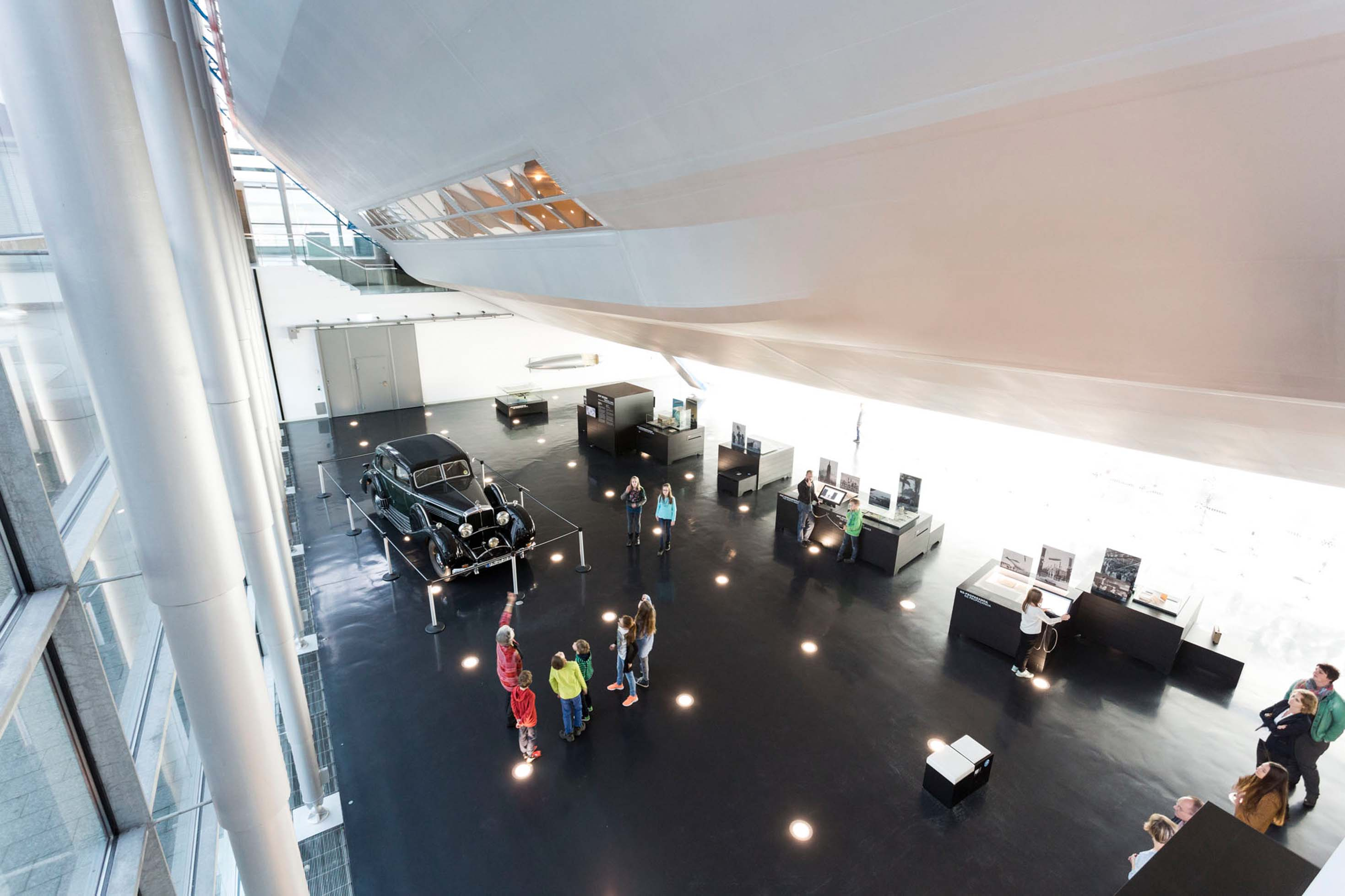
Teilrekonstruktion von LZ 129 Hindenburg

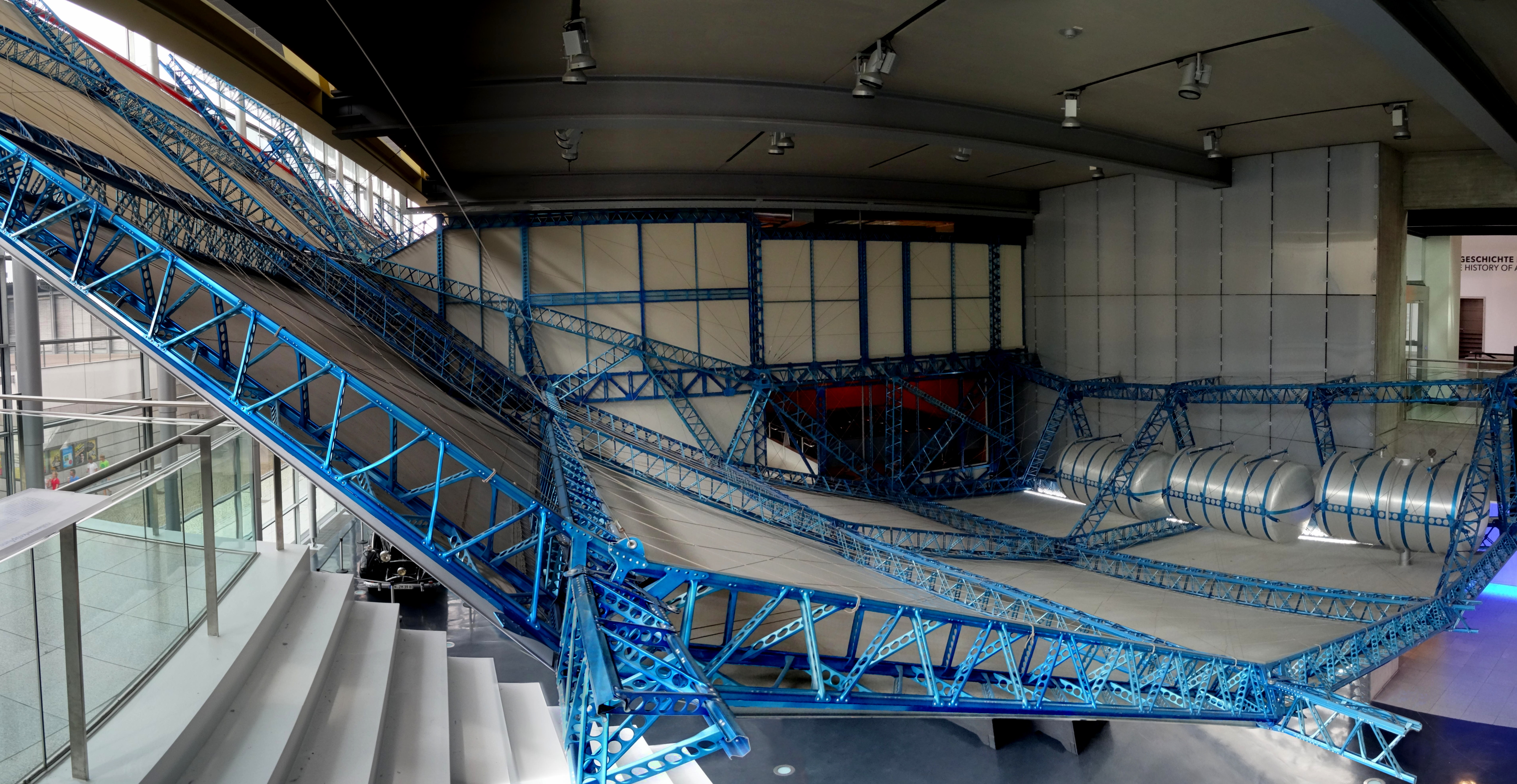
Das Gerippe der Rekonstruktion

Die erste große Ausstellungshalle widmet sich der Geschichte von LZ 129 „Hindenburg“, die am 6. Mai 1937 in Lakehurst beim Landemanöver in Brand geriet und abstürzte. 

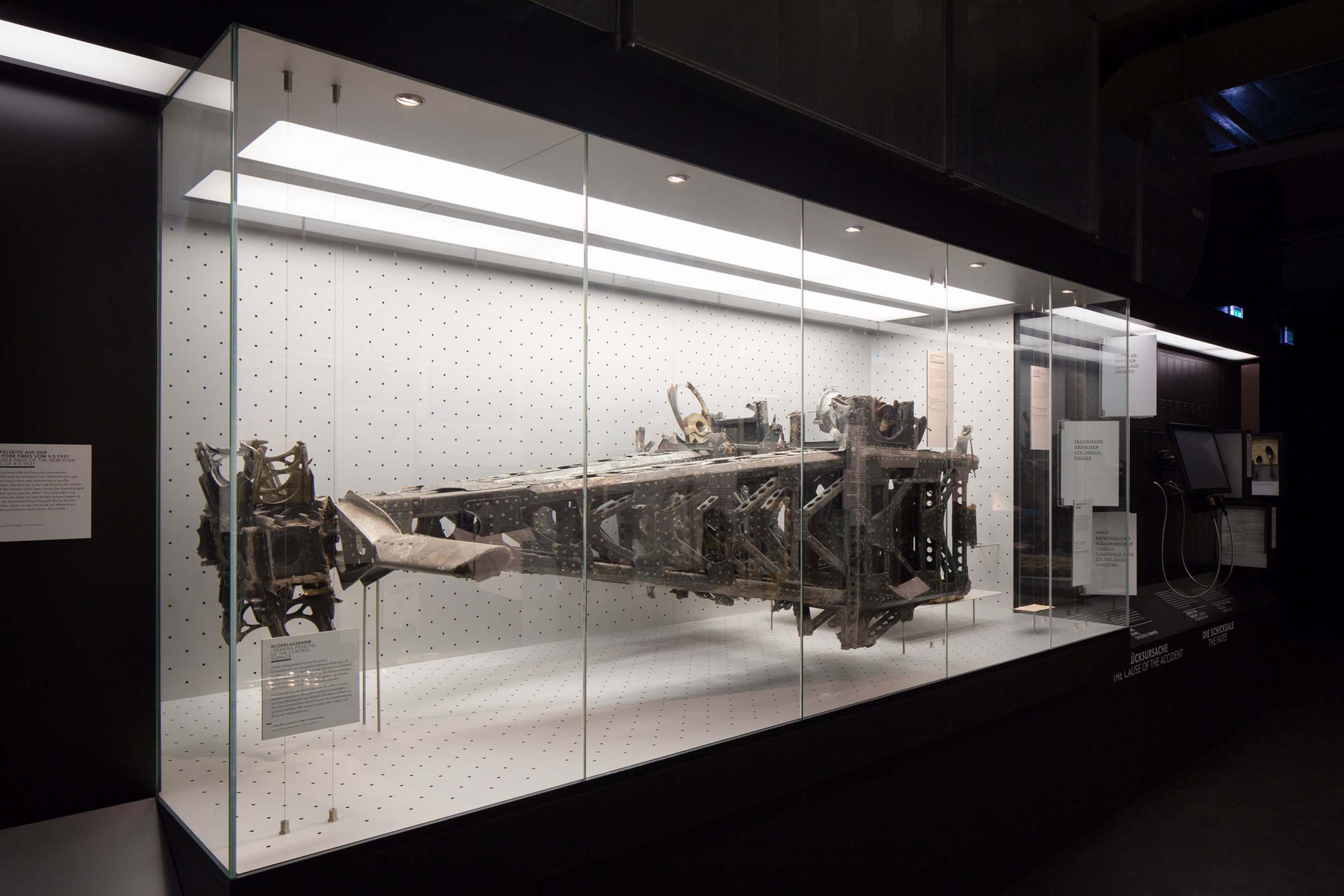
Ruderlagerarm von LZ 129 „Hindenburg“

Diese Ausstellungshalle zeigt, wie Passagiere Luftschiffreisen nach Nord- und Südamerika in den 1930er Jahren erlebten – die Reisevorbereitungen, die zu treffen waren, die Formalitäten und Sicherheitsbestimmungen, aber auch den Luxus an Bord.
Ein wichtiger Teil der Ausstellung ist die kritische Beleuchtung der Rolle der Zeppeline im Nationalsozialismus. Beim Bau wurden zeitweise Zwangsarbeiter eingesetzt.
Von der großen Ausstellungshalle aus ist die originalgetreue Rekonstruktion der Passagierbereiche von LZ 129 begehbar. Das Promenadendeck im Bauhaus-Design der 1930er Jahre, originale Passagierkabinen mit aufklappbaren Waschbecken und Toilettenanlagen werden gezeigt.
Innerhalb der Rekonstruktion erhalten Besucher außerdem Einblick in den Arbeitsalltag des Bordpersonals. Hier ist außerdem der Ruderlagerarm, das größte erhaltene Wrackteil der LZ 129 „Hindenburg“ ausgestellt.

### Die Geschichte der Luftschiffe
In der sich anschließenden Ausstellungshalle, die sich bis in den Ostflügel des Museums erstreckt, illustrieren zahlreiche, detailliert gearbeitete Modelle und Originalexponate, Filme und Fotos die Geschichte der Luftschifffahrt.
Von den Anfängen der Gebrüder Montgolfier mit ihren Heißluftballons Ende des 18. Jahrhunderts bis zum heutigen Zeppelin NT erfahren Besucher alles über die Entwicklung der Luftschifffahrt von den Anfängen bis heute.

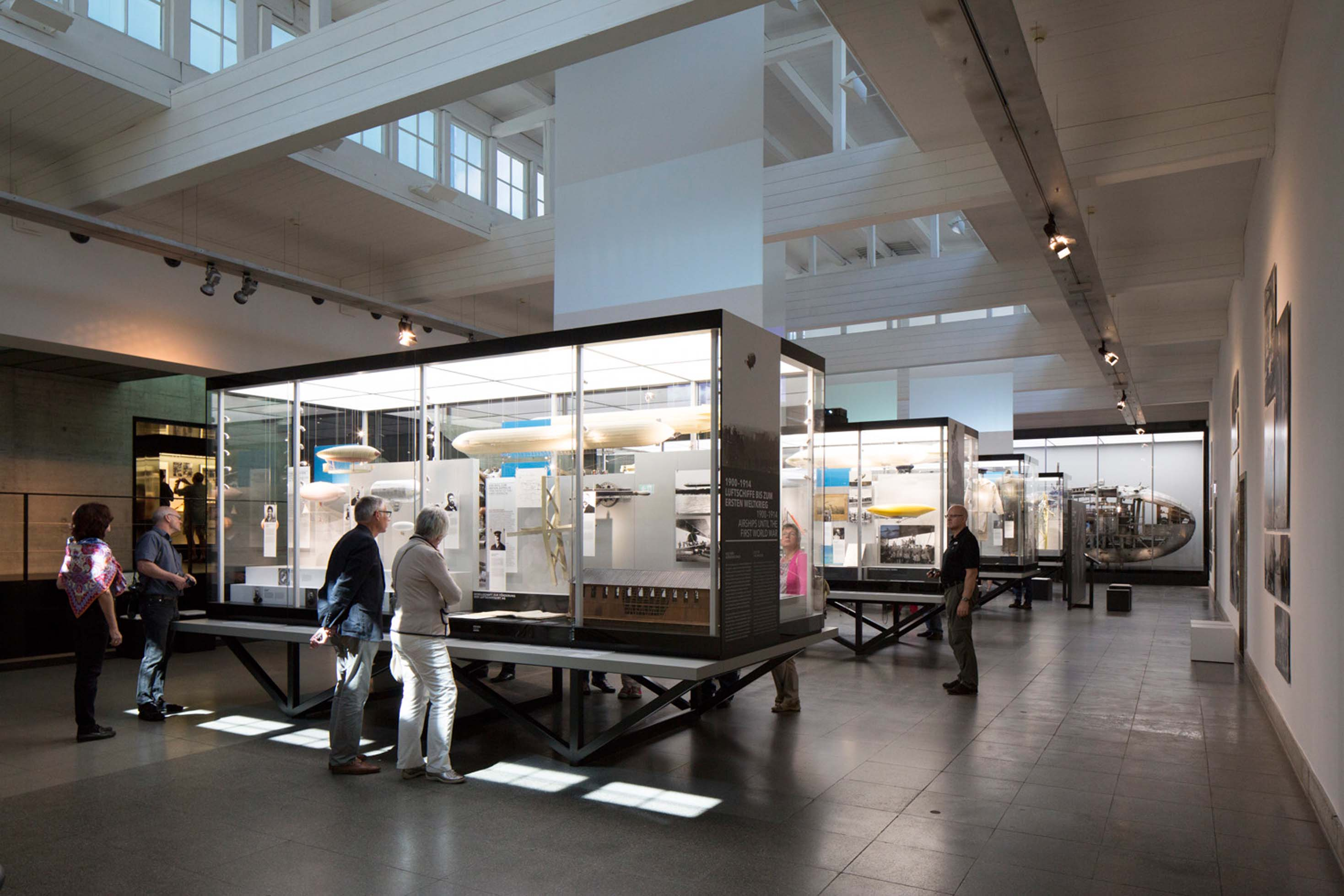
Die Chronologie der Luftschiffe

Der Besucher kann sich hier über die Fahrten über den Atlantik, die Weltumrundung oder die Polarfahrt informieren. 
Ein wichtiger Aspekt ist auch die Entwicklung der Luftschiffe zum Kriegsgerät und die Einsätze während des Ersten Weltkriegs. Ausgehend von den historischen Fakten wird außerdem die Frage nach der Bedeutung des Phänomens Luftschiff in der heutigen Zeit gestellt.

### Unternehmensgeschichte
Parallel zur Luftschiffgeschichte wird die Entwicklung des Zeppelin-Konzerns bis heute dargestellt. Bis 1918 sind Luftschiff- und Konzerngeschichte eng miteinander verknüpft. Mit der Diversifizierung des Unternehmens ab 1920 laufen die beiden Entwicklungslinien immer weiter auseinander, bis sie mit dem Ende der Starrluftschifffahrt, dargestellt im Ost-Flügel des Museums, völlig getrennt voneinander erzählt werden. Der hier ausgestellte Zeitabschnitt ab 1933 bis heute thematisiert die Verflechtung des Zeppelin-Konzerns mit der NS-Kriegswirtschaft, die Zerstörung Friedrichshafens sowie die Neuordnung und den Wiederaufbau der Industriebetriebe nach 1945. Von der Vielzahl der Unternehmen, die seit 1908 aus dem Luftschiffbau Zeppelin entstanden sind, gehören heute die beiden Weltkonzerne ZF Friedrichshafen AG und Zeppelin GmbH der Zeppelin-Stiftung, die 1947 in den Besitz der Stadt Friedrichshafen übergegangen ist.

### Wunderkammer

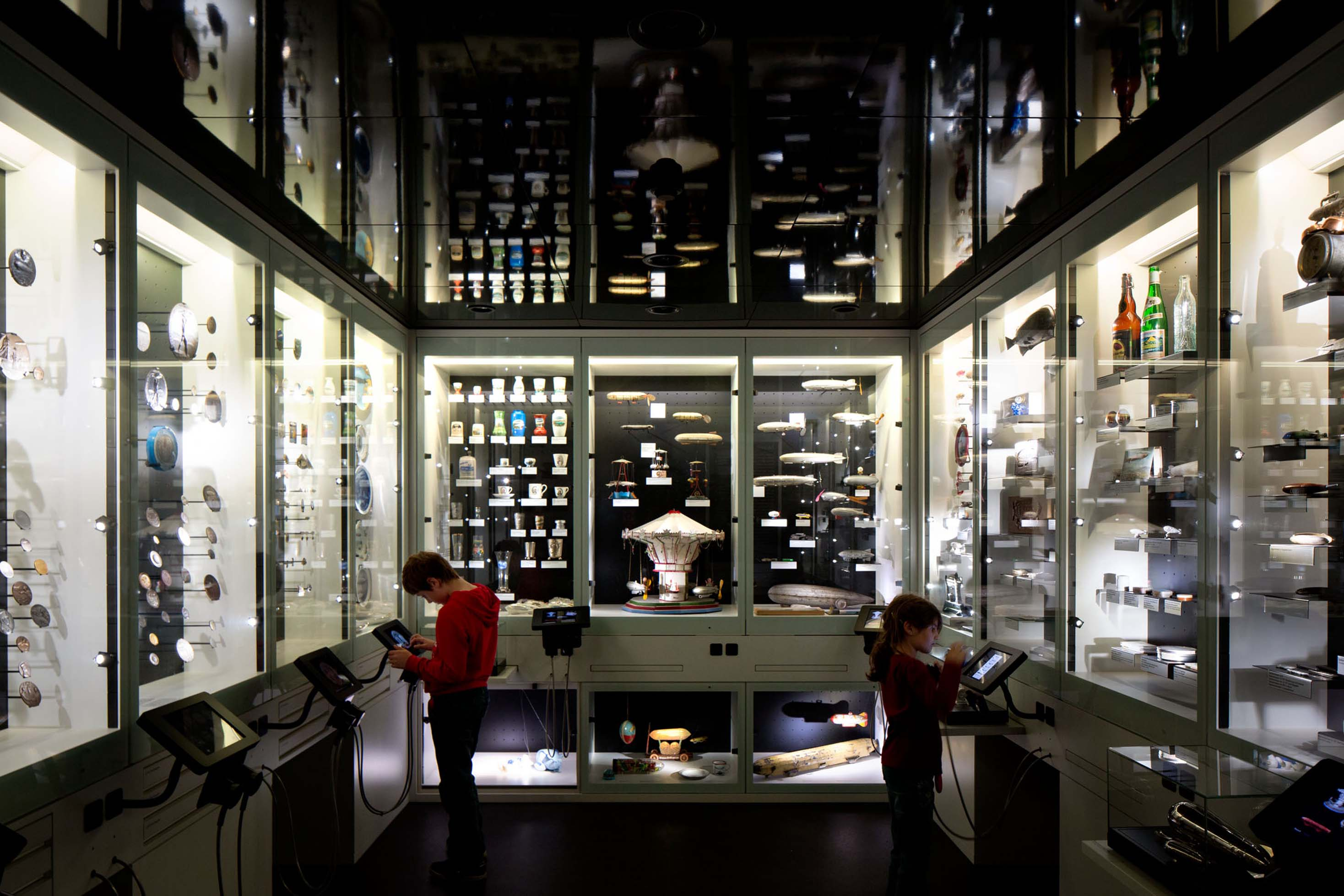
Die Zeppelin-Wunderkammer

In der „Wunderkammer“ werden über 350 Exponate wie Postbelege und Briefmarken, Souvenirs, Medaillen, Porzellanteller und Tassen, Blechspielzeug sowie Zeppelin-Nippes aller Art ausgestellt.

### Luftfahrtlabor
Im westlichen Gebäudeflügel wird Luftfahrttechnik anschaulich. An zahlreichen Experimentierstationen können Besucher selbst herausfinden, was beispielsweise statischer Auftrieb bedeutet, warum die Stromlinienform entwickelt wurde und wie Luftschiffgetriebe funktionieren.

### Kunst
Die Bestände des Städtischen Bodenseemuseums von 1927 wurden 1944 bei Luftangriffen zerstört. 
Die Anfänge der neuen Sammlung gehen auf das Jahr 1948 zurück. Es sollte mit dem Ankauf neuer Kunstwerke an die Sammeltätigkeit der Vorkriegszeit angeknüpft werden. Das Museum wurde 1957 im Rathausneubau am Adenauer Platz mit neuer Kunstsammlung, aus vorwiegend regionaler Kunst, wieder eröffnet. Im Jahr 1996 wurde die Kunstsammlung in das Gebäude des Alten Hafenbahnhofs verlegt und Bestandteil des Zeppelin Museums – Technik und Kunst.
Das Museum verfügt mit fast 4000 Werken über eine Kunstsammlung, welche die größten Meister aus Süddeutschland vom Mittelalter bis zur Neuzeit versammelt und einen Bogen bis zur zeitgenössischen Kunst spannt. Einen Schwerpunkt bilden die Werke der Künstler, die sich während des „Dritten Reiches“ an den Bodensee in die „Innere Emigration“ zurückzogen, wie Otto Dix, Max Ackermann oder Erich Heckel. Den zahlenmäßig größten Anteil mit ca. 2500 Werken bildet die Grafische Sammlung.
Berühmte mittelalterliche Bildschnitzer der Ulmer Schule, wie etwa Hans Multscher und Jörg Stocker, oder der Memminger Altarschnitzer Ivo Strigel sind außerdem in der Sammlung mit zentralen Werken vertreten.

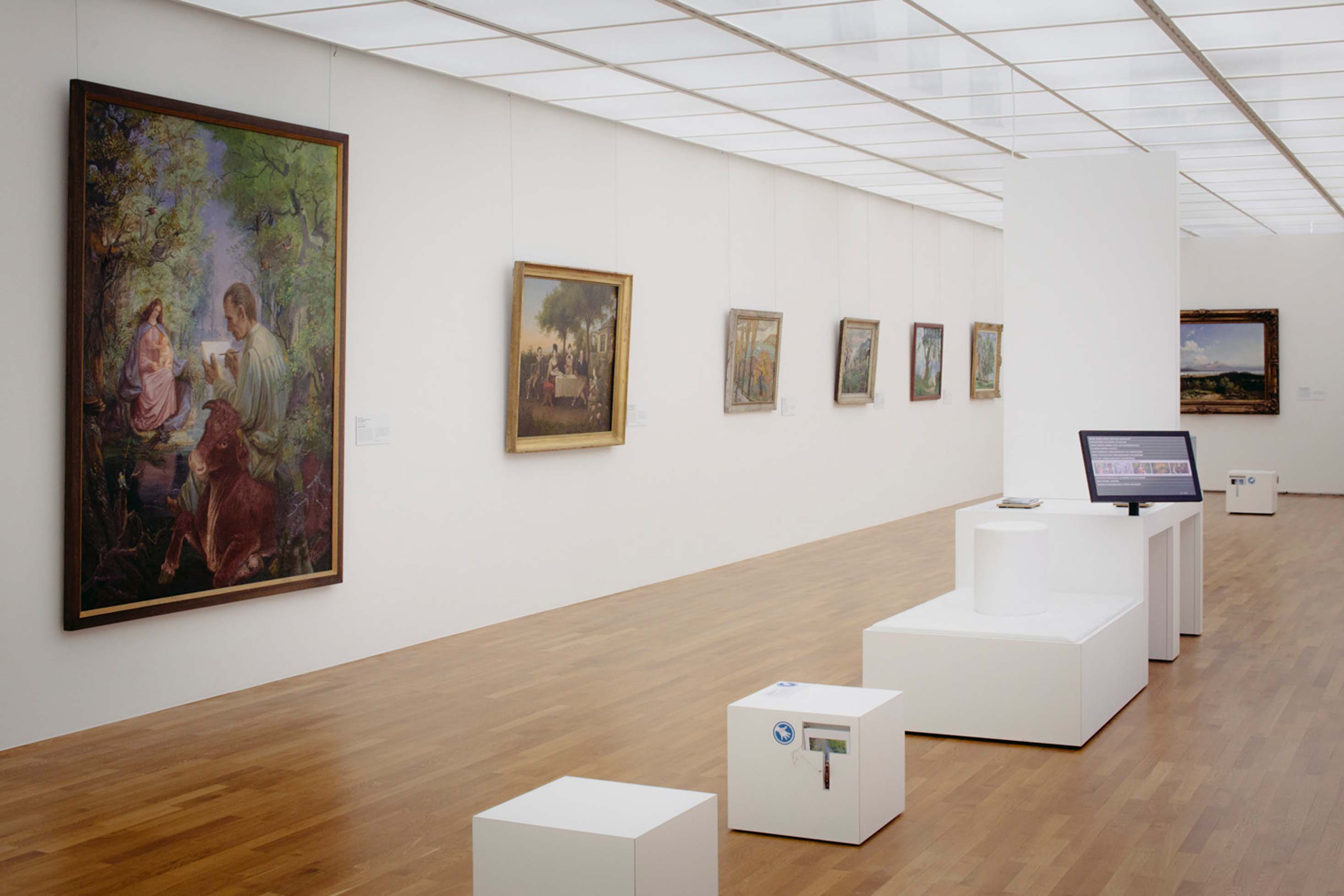
Die Kunstabteilung – Mensch und Natur

Einen weiteren Schwerpunkt bildet die Barockmalerei. Das Museum verfügt über Gemälde von Johann Heinrich Schönfeld, einem der bedeutendsten deutschen Maler der zweiten Hälfte des 17. Jahrhunderts, und Johann Heiß.
Einen Höhepunkt der Sammlung bildet der Nachlass des Fotografen Andreas Feininger. Er umfasst 565 von Feininger autorisierte Fotoabzüge; 261 davon signiert, mehrere seiner Kameras, Kodak Super-XX Filme, Filmschachteln und Patronen, mit denen Feininger damals arbeitete. Darüber hinaus enthält das Archiv zahlreiche Originalausgaben des Life-Magazins, Kataloge, Bücher und Fotohandbücher, die Feininger herausgegeben hat.
Die Kunstsammlung wird in wechselnden, nicht permanenten Sammlungspräsentationen gezeigt.

## Sonderausstellungen
- 2019: Game of Drones. Von unbemannten Flugobjekten[14]
- 2018/2019: Aufbruch ins Unbekannte. Die Klassische Moderne am Bodensee[15][16]
- 2019/2020: Wege in die Abstraktion. Marta Hoepffner und Willi Baumeister[17]
  - Vernetzung der Welt. Pionierfahrten und Luftverkehr über den Atlantik[18]
- 2021: Beyond States. Über die Grenzen von Staatlichkeit[19]
- 2021/2022: Beziehungsstatus: Offen. Kunst und Literatur am Bodensee[20]
- 2023: Into the deep. Minen der Zukunft[21]

## Archiv und Bibliothek
Gemäß dem Konzept „Technik und Kunst“ verbinden sich das Archiv und die Bibliothek zu einem Forschungszentrum zu den Themen Luftfahrt, Luftschifffahrt, Kunst und Kunstgeschichte.
Die Geschichte der Luftschifffahrt sowie Firmen- und Personengeschichte der Zeppelin-Luftschiffe nimmt einen großen Teil der Bibliothek ein. Im Archiv werden auch die Fahrtberichte (Streckenbeschreibungen) der Zeppeline aufbewahrt.
Die Buchbestände und Dokumente sind hier zentral untergebracht und stehen für Forschungen aller Art zur Verfügung.

## Museumsshop und Hafenrestaurant

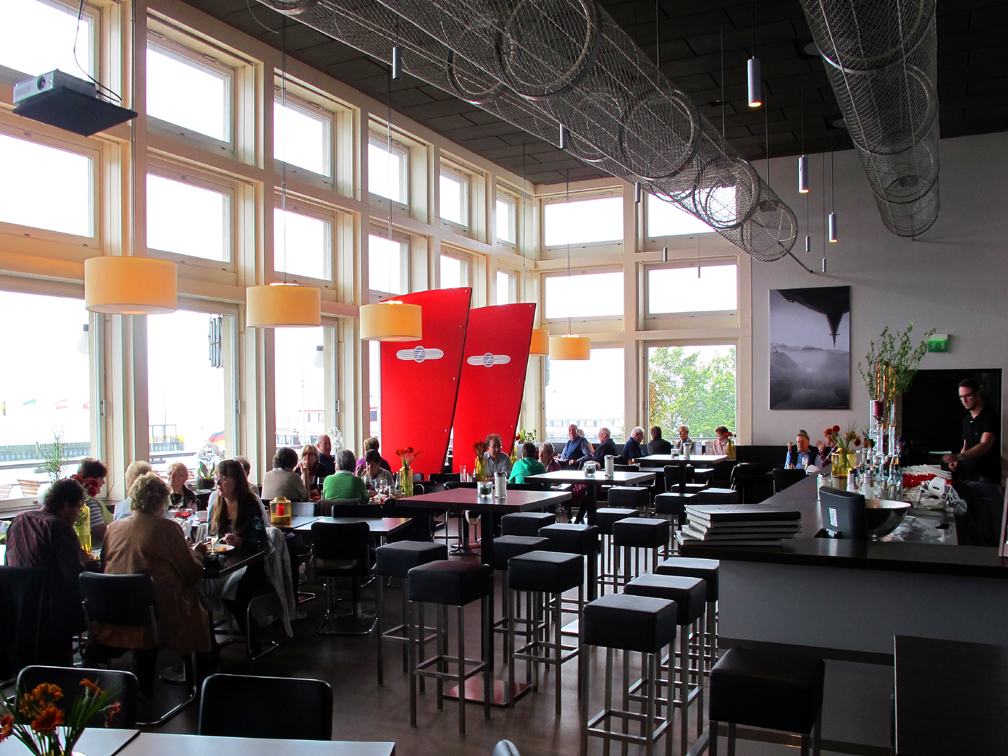
Restaurant im Museum

Im Erdgeschoss befindet sich der Museumsshop mit Literatur, Fotografien und Zeppelinandenken.
Vom ersten Stock und von außen ist das Hafenrestaurant zugänglich. Es befindet sich noch an derselben Stelle wie früher im historischen Hafenbahnhof.

## Direktoren
- 1991–2006: Wolfgang Meighörner
- 2008–2014: Ursula Zeller
- seit 2014: Claudia Emmert

## Freundeskreis
Der Freundeskreis zur Förderung des Zeppelin Museums in Friedrichshafen wurde 1983 gegründet und hat 1600 Mitglieder und Freunde in der ganzen Welt. Er war an der Finanzierung des Museums beteiligt und hält an der Zeppelin Museum GmbH 30 Prozent. Der Freundeskreis schenkte seine Sammlung an Ausstellungsstücken der Stadt Friedrichshafen.

## Planungen
Das Museum soll bis zum Jahr 2035 um 7000 Quadratmeter Fläche erweitert werden. Erster Schritt ist die Einrichtung eines eigenen Kunsthauses für die Kunstsammlung.